# Вальс на банановой кожуре (фильм, 1987)
«Вальс на банановой кожуре» (венг. Banánhéjkeringö) — драматическо-комедийный фильм Петера Бачо и Тамаша Тольмара (венг. Tolmár Tamás), снятый в 1987 году.

## Сюжет
Венгрия, середина 80-х. Случилось так, что клубок событий объединил личную драму и важное официальное мероприятие, незнакомых до этого людей. Главный герой работает врачом, преуспевает в профессии бывший спортсмен. Однажды происходит неординарное событие, акция протеста или просто выходка женщины, у которой случился нервный срыв. В день праздника всех трудящихся сотрудница института выбрасывает пишущую машинку из окна, раздевается и голой идет по центральной улице. Дело происходит в центре города, вокруг масса репортеров, полиции и толпа людей, поскольку именно тут в разгаре официальное мероприятие. Нарушительнице порядка и общественной морали пытается помочь герой фильма. Врач как раз спешил в ЗАГС, чтобы зарегистрировать свой брак с любимой женщиной. Но желание накинуть плащ на раздетую незнакомку обернется очень большими неприятностями для героя. В плаще остается его паспорт, поэтому брак не могут зарегистрировать, а само происшествие и его поступок попадают на страницы местных газет, что не могло не повлиять на дальнейшую судьбу врача, и с этого момента его жизнь сильно меняется.
Фильм расскажет необычную историю, полную абсурда и основополагающих истин. Герой не остановится в желании сделать свою жизнь другой, даже когда его постигнет глубокое разочарование.

## В ролях
| Актёр            | Роль |
| ---------------- | ---- |
| Михай Деш        |      |
| Дороттья Удварош |      |
| Юли Башти        |      |
| Тери Тордаи      |      |
| Дьёрдь Мелиш     |      |
| Дежё Гараш       |      |
| Дьюла Бенкё      |      |
| Тибор Бичкеин    |      |
| Зольтан Безереди |      |
| Лайош Ковач      |      |

## Рецензии
- Lukácsy Sándor — Banánhéjkeringő — Mit takar el a fügefalevél? // Filmvilág, № 4, 1987. — old 14-15.